# Andrzej Markowski
Andrzej Jan Markowski (* 27. listopadu 1948 Vratislav) je polský jazykovědec. Zajímá se o sémantiku, lexikologii, lexikografii a jazykovou kulturu. Je autorem slovníků spisovné polštiny.
Doktorát získal v roce 1971 na základě práce Antonimy przymiotnikowe we współczesnej polszczyźnie. Habilitoval se v 1990. Od roku 1996 má titul profesora.

## Publikace
- 2007 – Popularny słownik poprawnej polszczyzny, Varšava.
- 2005 – Nowy słownik ortograficzny, Varšava.
- 2005 – Kultura języka polskiego. Teoria. Zagadnienia leksykalne, Varšava.
- 2004 – Wielki słownik poprawnej polszczyzny PWN, Varšava.
- 2004 – Praktyczny poradnik językowy, Varšava.
- 2004 – Czy znasz polszczyznę? Zagadki językowe, Varšava.